# Горченка
Горченка (Ханевка) — река в России, протекает в Валдайском и Демянском районах Новгородской области. В 7,7 км от устья, по левому берегу реки впадает река Лискуновка. До слияния река называется Ханевка, ниже — Горченка.
Исток Ханевки находится к востоку от деревни Мирохны в Валдайском районе. Устье Горченки находится в 31 км по правому берегу реки Чернорученка примерно в километре к западу от деревни Кривско. Длина реки составляет 11 км.
Кроме Лискуновки в Ханевку слева впадает Большой (в 9 км от устья Горченки).
В Валдайском районе река протекает по территории Семёновщинского сельского поселения, огибая деревню Мирохны с севера. Ниже, в Демянском районе на берегу реки стоят деревни Хани, Тесны и Кривско Черноручейского сельского поселения

## Данные водного реестра
По данным государственного водного реестра России относится к Балтийскому бассейновому округу, водохозяйственный участок реки — Ловать и Пола, речной подбассейн реки — Волхов. Относится к речному бассейну реки Нева (включая бассейны рек Онежского и Ладожского озера).
Код объекта в государственном водном реестре — 01040200312102000022196.